# بيف ويلينغتون
بيف ويلينغتون هو مصارع محترف كندي، ولد في 18 أبريل 1965 في كالغاري في كندا، وتوفي بنفس المكان في 24 يونيو 2007 بسبب نوبة قلبية.

## روابط خارجية
- بيف ويلينغتون على موقع CageMatch worker (الإنجليزية)
- بيف ويلينغتون على موقع قاعدة بيانات المصارعة على الإنترنت (الإنجليزية)
- بيف ويلينغتون على موقع عالم المصارعة على الإنترنت (الإنجليزية)
- بيف ويلينغتون على موقع عالم المصارعة على الإنترنت (الإنجليزية)